# Iglesia de San Vicente Mártir (Trocóniz)
La iglesia de San Vicente Mártir es un templo católico situado en el concejo de Trocóniz, en el municipio español de Iruraiz-Gauna.

## Descripción
El edificio se encuentra en el concejo alavés de Trocóniz, en la comunidad autónoma del País Vasco. Si bien el retablo mayor fue reconstruido en el siglo XVI, la construcción data del XIII y está protegida bajo la categoría de «zona de presunción arqueológica». Se menciona como iglesia parroquial del lugar en el Diccionario geográfico-estadístico-histórico de España y sus posesiones de Ultramar de Pascual Madoz, donde se dice que, construida sobre «un altito que le cae al E.», a mediados del siglo XIX estaba «servida por un beneficiado». Décadas después, ya en el siglo XX, Vicente Vera y López vuelve a reseñarla en el tomo de la Geografía general del País Vasco-Navarro dedicado a Álava con las siguientes palabras: «La iglesia, dedicada á San Vicente, es de categoría rural de segunda y pertenece al arciprestazgo de Alegría».
Los registros sacramentales de bautismos, matrimonios y decesos generados por la parroquia de San Vicente Mártir desde el siglo XV hasta el final del XIX se conservan con los del resto de iglesias de la provincia en el Archivo Histórico Diocesano de Vitoria, donde pueden consultarse.